# باغ شاد
باغ شاد (بالفارسية: باغ شاد) هي قرية تقع في البلدة المركزية في إيران. يقدر عدد سكانها بـ 444 نسمة بحسب إحصاء 2016.